# Турган, Александра Александровна
Александра Александровна Турган (2 июля 1953 — 2 декабря 2014) — советская актриса, российская журналистка и фотограф.

## Биография
Родилась 2 июля 1953 года. Дочь журналистки Елены Онуфриевны Турган, внучка поэтессы и журналистки Раисы Львовны Троянкер. В 1977 году окончила Школу-студию МХАТ (курс В. П. Маркова).
С 1978 года до 1991 года служила в театре «Современник». Играла в спектаклях «Монумент», «Провинциальные анекдоты», «Фантазии Фарятьева», «Двенадцатая ночь», «Эшелон» и в знаменитом дипломном спектакле Аллы Покровской «Пятая колонна».
С 1991 года жила в Бонне (а затем в Берлине) Германия, куда поехала вместе с мужем Дмитрием Погоржельским, которого послали корреспондентом в Германию. С тех пор в театре и кино не играла. Была корреспондентом газеты «Культура» в Германии. Позже профессионально занялась фотографией.
Скончалась 2 декабря 2014 года в Берлине. Похоронена в Москве на Ваганьковском кладбище.

## Творчество

### Роли в театре[6]

#### Школа-студия МХАТ
- «Пятая колонна» Хемингуэя. Режиссёр: Алла Покровская. — марокканка Анита

#### «Современник»
- «Монумент» Энн Ветемаа. Режиссёр: Валерий Фокин. — Ева
- «Валентин и Валентина» Михаила Рощина Режиссёр: Валерий Фокин. — Женя
- «Фантазии Фарятьева» Аллы Соколовой. Режиссёр: Лилия Толмачёва. — Александра
- «Провинциальные анекдоты» Александра Вампилова. Режиссёр: Валерий Фокин. — Виктория
- «Доктор Стокман» Генрика Ибсена. Режиссёр: Ион Унгурян. — Петра
- «Двенадцатая ночь» Уильяма Шекспира. Режиссёр: Питер Джеймс (Англия). — Виола
- «Дороже жемчуга и злата» Галины Соколовой по сказке Х. К. Андерсена. Режиссёр: Галина Соколова — Грета
- «Эшелон» Михаила Рощина Режиссёр: Галина Волчек.

### Роли в кино
- 1976 — Эцитоны Бурчелли — Александра
- 1978 — Поздняя ягода — Вита Сорока
- 1978 — Кузен Понс
- 1979 — Дефицит на Мазаева
- 1979 — Белая тень — Неля
- 1979 — Цветок душистый прерий (музыкальный фильм-телеспектакль) — Роз-Мари[2]
- 1980 — Второе рождение — Маша Стогова
- 1982 — Семейное дело — Марина Воронина
- 1982 — Две главы из семейной хроники — Грета, секретарь главы телеканала
- 1985 — Прыжок — Люба Кустова
- 1985 — Непохожая — Вера Харитоновна
- 1985 — Личное дело судьи Ивановой — подруга Ольги Николаевны
- 1986 — Размах крыльев — Дина
- 1986 — Попутчик
- 1986 — Ваша дочь Александра
- 1988 — Эшелон — Лариса (внучка Фёдора Карлыча)
- 1991 — Дом под звёздным небом — Лиза (старшая дочь Башкирцева)

### Озвучивание мультфильмов
- 1989 — Пришелец в капусте
- 1990 — Пришелец Ванюша
- 1991 — Ванюша и космический пират
- 1991 — Мисс Новый год

### Фотовыставки
- «Призраки осени» в Доме Актёра (декабрь 2005 года)[4].
- Негатив-АРТ-проект «Зурбаган» во Всероссийской государственной библиотеке иностранной литературы имени М. И. Рудомино (май 2008 года)[5][7].

## Дополнительная информация
- Фотографии Александры Турган:
  - Фотографии Александры Турган
  - Видеоклип Александры Турган на основе её фотографий
- Автобиография Александры Турган в статье «Сад разбегающихся тропок» для журнала «Иные берега»
- Интервью Александры Турган на радиостанции «Радио свобода» в передаче «Поверх барьеров» 01.12.2005
- Интервью Александры Турган в «45-й параллели» «В Зурбагане танцуют с цветами…»